# Universidade Federal do Estado do Rio de Janeiro
A Universidade Federal do Estado do Rio de Janeiro (UNIRIO) é uma instituição brasileira de ensino superior de nível federal. A universidade foi avaliada com conceito 4 no Índice Geral de Cursos (IGC) do Ministério da Educação (MEC) em 2017 e está entre as 35 melhores faculdades do Brasil, na lista das melhores universidades do mundo, a QS World University Rankings. Também já apareceu no ranking Webometrics Ranking of World Universities, feita pelo CSIC, órgão público de pesquisa da Espanha, na lista das 100 melhores universidades da América Latina, em 2019, ficando em 68º lugar. Em julho de 2022, ocupava o 255º lugar.
Possui professores e pesquisadores destacados pela produção científica individual na World Scientist and University Rankings na pós-graduação das áreas de Nutrição, Ciências Biológicas e Enfermagem, além da participação do primeiro artigo a ser publicado com o tema de alteração atencional causado pelo COVID-19.
Fora a parte científica, a UNIRIO se consagra por ter alunos notáveis que estudaram nos cursos de Ciência política (Duda Beat), Arquivologia (Jaime Antunes da Silva), Medicina (Ronaldo Caiado, Alexandre Serfiotis e Enéas Carneiro), Música (Nilze Carvalho e Paulinho da Viola), Pedagogia (Mestre Ferradura) e Teatro e Artes Cênicas (Camila Pitanga, Dira Paes, Marco Nanini, Mateus Solano, Micaela Góes e Tatá Werneck).
Sua reitoria e prédio administrativo é sediada no bairro da Urca, na cidade do Rio de Janeiro, com a oferta de uma faculdade, três Institutos, cinco centros acadêmicos e dezoito escolas, além de ter cinco campi espalhados entre a Zona Central (Instituto Biomédico - Campus Frei Caneca), Zona Norte (Escola de Medicina e Cirurgia - EMC, Hospital Universitário Gafrée e Guinle - HUGG - Campus Tijuca/Mariz e Barros) e Zona Sul da cidade, onde fica os principais cursos (Campus Voluntários da Pátria, Botafogo, e Campus Pasteur, Urca). Para que haja uma ligação dos alunos, estagiários e funcionários que estudam e trabalham entre os campi, a universidade dispõe de ônibus intercampi com horários de funcionamento nos turnos da manhã, tarde e noite.

## História
Originou-se da Federação das Escolas Isoladas do Estado da Guanabara (FEFIEG), criada pelo Decreto-Lei nº 773 de 20 de agosto de 1969, que reuniu estabelecimentos isolados de ensino superior, anteriormente vinculados aos Ministérios do Trabalho, do Comércio e da Indústria; da Saúde; e da Educação e Cultura.
A criação da FEFIEG propiciou a integração de instituições tradicionais, como a Escola Central de Nutrição, a Escola de Enfermagem Alfredo Pinto, o Conservatório Nacional de Teatro (atual Escola de Teatro), o Instituto Villa-Lobos , a Fundação Escola de Medicina e Cirurgia do Rio de Janeiro e o Curso de Biblioteconomia da Biblioteca Nacional.
Com a fusão dos estados da Guanabara e do Rio de Janeiro, em 1975, a FEFIEG passou a denominar-se Federação das Escolas Federais Isoladas do Estado do Rio de Janeiro (FEFIERJ). Dois anos mais tarde, foram incorporados à FEFIERJ o Curso Permanente de Arquivo (do Arquivo Nacional) e o Curso de Museus (do Museu Histórico Nacional).
Em 5 de junho de 1979, pela Lei nº 6.555, a FEFIERJ foi institucionalizada com o nome de Universidade do Rio de Janeiro (UNIRIO). E, em 24 de outubro de 2003, a Lei nº 10.750 alterou o nome da Universidade para Universidade Federal do Estado do Rio de Janeiro, mas a sigla foi mantida.
O corpo social da universidade é constituído por discentes, técnicos-administrativos e docentes qualificados e titulados doutores, mestres e especialistas, nas mais variadas áreas de conhecimento. Possui sistema de bibliotecas com arquivos totalmente informatizados.

## Estrutura

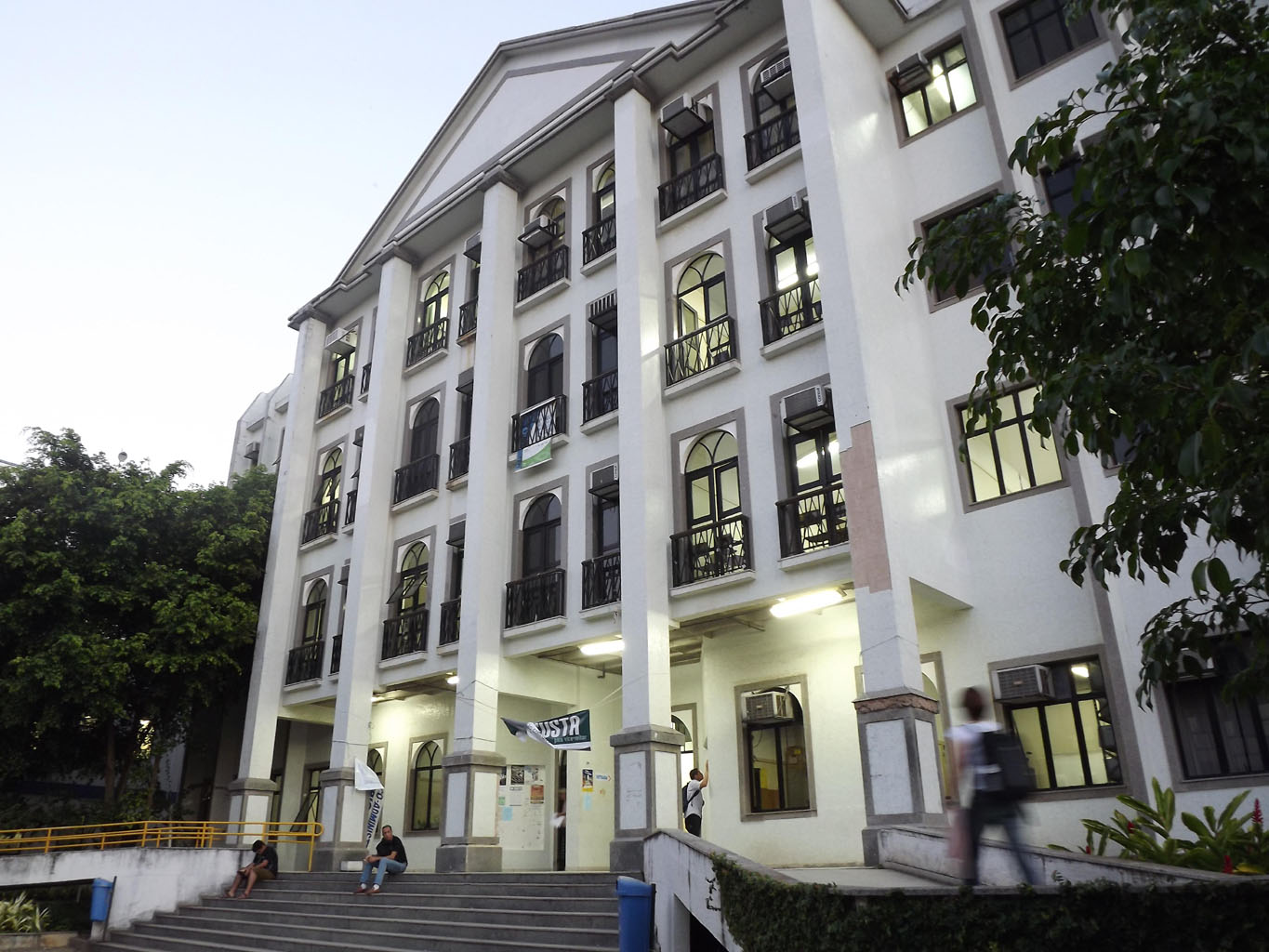
Centro de Ciências Humanas.

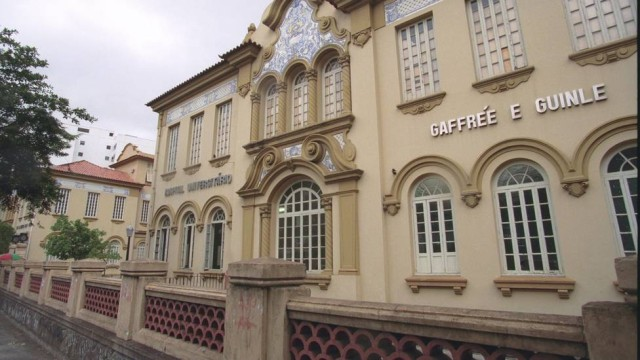
Hospital Universitário Gaffrée e Guinle (HUGG).

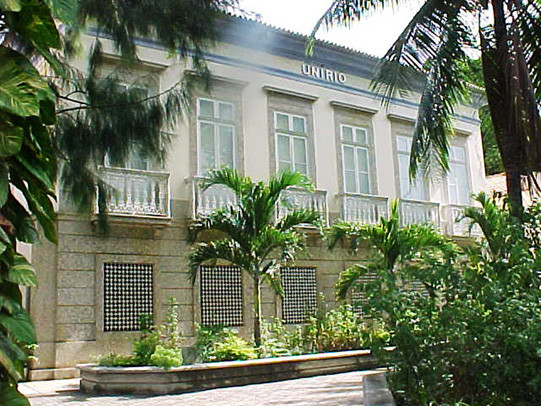
Prédio da Reitoria.

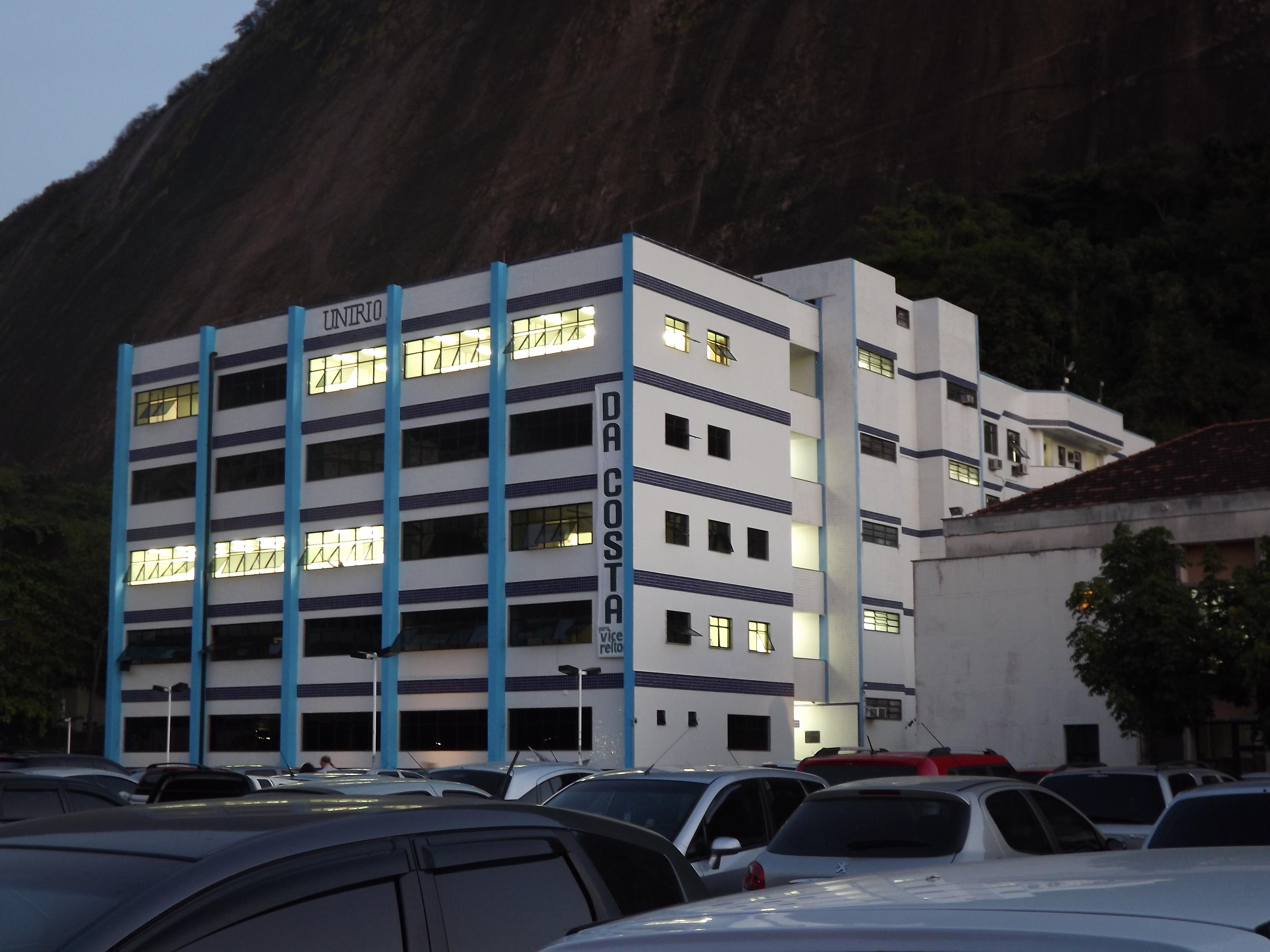
Prédios que abrigam o CCET e o IBIO.

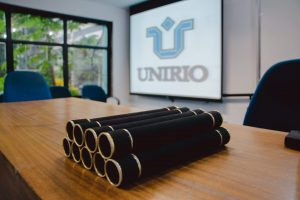
Cerimônia de colação de grau no Auditório do CCET.

### Centros
A universidade é formada por cinco centros que são compostos por unidades acadêmicas (escolas e institutos):
- Centro de Ciências Biológicas e da Saúde (CCBS) - Campus Urca
- Centro de Ciências Exatas e Tecnologia (CCET) - Campus Urca
- Centro de Ciências Humanas e Sociais (CCH) - Campus Urca
- Centro de Letras e Artes (CLA) - Campus Urca
- Centro de Ciências Jurídicas e Políticas (CCJP) - Campus Botafogo

### Órgãos suplementares
- Arquivo Central
- Biblioteca Central
- Hospital Universitário Gaffrée e Guinle (HUGG)

### Bibliotecas
O Sistema de Bibliotecas da UNIRIO possui um acervo de 200.000 itens, incluindo livros, folhetos, periódicos, teses, dissertações, trabalhos de conclusão de cursos, partituras, discos, textos de peças teatrais, programas de teatro, além de bases de dados, abrangendo as áreas Biomédicas, Exatas, Humanas e Artes. A Biblioteca Central conta ainda com uma coleção de obras raras e especiais.
O empréstimo de coleções didáticas é exclusivo para a comunidade acadêmica. Porém, é permitido o empréstimo de obras de Literatura e do acervo da Biblioteca Infanto-juvenil para a comunidade externa. As bibliotecas são utilizadas também pela comunidade ao redor, como alunos de escolas, como da Escola Municipal Minas Gerais, entre outras.

### Ingresso
O ingresso à UNIRIO ocorre através do Sistema de Seleção Unificada (SiSU) do Ministério da Educação (MEC). A instituição sempre se colocou favorável à utilização do Exame Nacional do Ensino Médio (ENEM) como método de avaliação de ingresso. Dessa forma, foi uma das primeiras a aderir ao SiSU em 2010. Outras formas de acesso aos cursos de graduação são possíveis por meio da transferência externa e por isenção de vestibular (reingresso). Anteriormente uma outra forma de ingresso era via Vestibular UNIRIO/ENCE, sendo o último, o de 2009, realizado nos anos de 2008/2009, portanto os último candidatos a ingressarem por esse meio foram os de 2009.2, naqueles cursos que permitem o ingresso nos dois semestres.

### Transporte intercâmpi
A universidade disponibiliza gratuitamente, desde o início de 2009, transporte para alunos e funcionários. Ônibus percorrem os câmpi diariamente em horários pré-determinados, no período da manhã, no horário de almoço e no período da noite.

## Ensino
A UNIRIO oferece atualmente 48 cursos de graduação e 79 de pós-graduação. Alguns cursos lecionados na UNIRIO são bastante tradicionais e prestigiados, sendo vários deles pioneiros em suas respectivas áreas e muitos datando do início do século XX, como:
- Medicina: a Escola de Medicina e Cirurgia foi fundada em 1912, sendo uma das mais antigas do Brasil;
- Enfermagem: a Escola Profissional de Enfermeiros e Enfermeiras da Assistência a Alienados foi a primeira Escola de Enfermagem do Brasil. Fundada em 1890, surgiu com a necessidade de suprir o Hospital dos Alienados, na Praia Vermelha;[46]
- Biblioteconomia: foi criado como curso na Biblioteca Nacional em 1911, mas as atividades tiveram início oficialmente em 10 de abril de 1915. É o primeiro curso de Biblioteconomia do Brasil e da América Latina e o terceiro do mundo;[47][48]
- Arquivologia: é o primeiro curso desse tipo a ser oferecido no Brasil, tendo suas origens no Arquivo Nacional.[49]
- Museologia: a Escola de Museologia foi fundada em 1932, sendo considerada a mais antiga da América do Sul;
- Música: o Instituto Villa-Lobos, com origem no antigo Conservatório Nacional de Canto Orfeônico (CNCO), em 1942, foi fundado pelo compositor Heitor Villa-Lobos;
- Teatro: a Escola de Teatro é proveniente do Conservatório Nacional de Teatro (CNT), antigo Curso Prático de Teatro (CPT), de 1937.

### Graduação
A UNIRIO oferece dezenas de cursos em graduação, extensão, educação a distância, e pós-graduação. São eles:

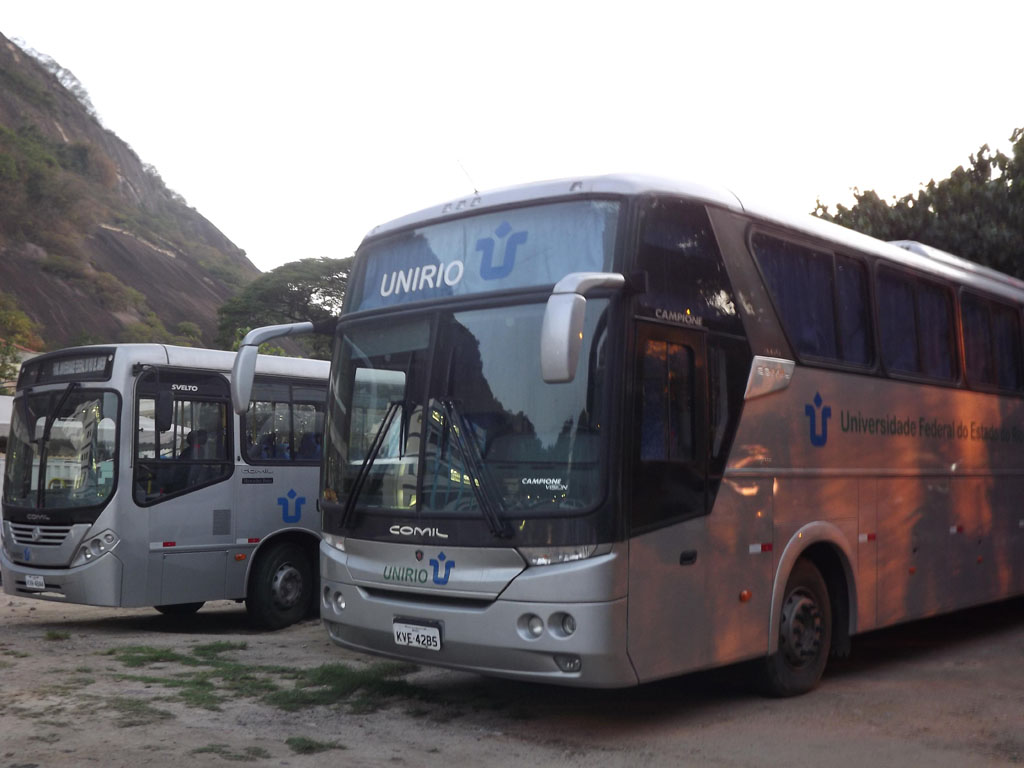
Ônibus no pátio da garagem.

| Ciências Biomédicas - Biomedicina - Bacharelado - Ciências Ambientais - Bacharelado - Ciências Biológicas - Bacharelado e Licenciatura - Enfermagem - Bacharelado - Medicina - Bacharelado - Nutrição - Bacharelado | Ciências Exatas - Ciências da Natureza - Licenciatura - Engenharia de Produção - Bacharelado - Matemática - Licenciatura - Sistemas de Informação - Bacharelado | Humanidades - Administração Pública - Bacharelado - Arquivologia - Bacharelado - Biblioteconomia - Bacharelado e Licenciatura - Ciências Sociais - Licenciatura - Ciência Política - Bacharelado - Direito - Bacharelado - Filosofia - Bacharelado e Licenciatura - História - Bacharelado e Licenciatura - Letras - Bacharelado e Licenciatura - Música - Bacharelado e Licenciatura - Museologia - Bacharelado - Pedagogia - Licenciatura - Serviço Social - Bacharelado - Teatro - Bacharelado e Licenciatura - Turismo - Bacharelado |

### Ensino a distância
Os cursos à distância da UNIRIO funcionam através do consórcio do Centro de Educação a Distância do Estado do Rio de Janeiro (CEDERJ), firmado entre a universidade e diversas outras instituições de ensino superior do estado. Atualmente são oferecidas as licenciaturas em Pedagogia, História, Turismo e Matemática.

### Pós-graduação
| Ciências Biomédicas - Enfermagem - Neurologia | Ciências Exatas - Informática - Matemática | Humanidades - Arquivologia - Artes Cênicas - Biblioteconomia - Educação - Gestão de Negócios e Inteligência Competitiva - História - Memória Social - Museologia e Patrimônio - Música |